# Gruppe Recke
De Gruppe Recke was een ad hoc eenheid van de Duitse Wehrmacht tijdens de Tweede Wereldoorlog aan het oostfront in 1942 in de buurt van Rzjev. Deze Gruppe bestond tweemaal, eerst als een staf voor verschillende losse eenheden en de tweede keer als een geïmproviseerd legerkorps.

## Geschiedenis

### Eerste oprichting
Toen op 18 januari 1942 het grootste deel van de 161e Infanteriedivisie onder bevel werden gesteld van de 110e Infanteriedivisie, werd onder de divisiestaf van de 161e Infanteriedivisie de Gruppe Recke opgericht. Deze bestond uit het verbindingsbataljon en een regiments-paardrijpeloton. Deze Gruppe Recke voerde het bevel over allerlei losse troepenonderdelen van andere divisies en kwam in actie bij het 6e Legerkorps tot 29 januari 1942. Dit gebeurde vanuit Rzjev in westnoordwestelijke richting langs de Wolga om het gat dat tussen het 6e Legerkorps en het 23e Legerkorps aan het ontstaan was te dichten. Met de opheffing van de Gruppe Recke, nam de divisiestaf weer de hele 161e Infanteriedivisie onder haar hoede vanaf 1 februari 1942.

### Tweede oprichting
Nadat op 7 maart 1942 de 161e Infanteriedivisie het frontgedeelte van de 110e Infanteriedivisie overgenomen had, werd op 10 maart 1942 opnieuw een Gruppe Recke gevormd. Deze bestond uit de 129e en 161e Infanteriedivisies. Daarmee was deze Gruppe bijna een soort legerkorps. Nadat de staf van het 27e Legerkorps weggehaald was, nam Gruppe Recke dit frontgedeelte over en stond daarmee direct onder bevel van het 9e Leger.
Begin april 1942 begon de genie van de Gruppe Recke bij Zoebtsov nieuwe overgangen over de Vazoeza en de Wolga te bouwen en onderhielden tot begin mei ook een veerdienst. In april was ook tijdelijk de 162e Infanteriedivisie onder bevel van de Gruppe. De troepen brachten tot in mei hun tijd door in een relatief rustige stellingoorlog, afgezien van wat artilleriebeschietingen en enkele kleine vijandelijke aanvallen. Op 9 mei 1942 werd de Gruppe Recke weer opgeheven.

## Commandanten
| Rang         | Naam           | Begin           | Eind            |
| ------------ | -------------- | --------------- | --------------- |
| Generalmajor | Heinrich Recke | 18 januari 1942 | 29 januari 1942 |
|              |                |                 |                 |
| Generalmajor | Heinrich Recke | 10 maart 1942   | 9 mei 1942      |

## Bovenliggende bevelslagen
| Legerkorps         | Leger    | Legergroep         | Plaats/regio | Begin           | Eind            |
| ------------------ | -------- | ------------------ | ------------ | --------------- | --------------- |
| 6e Legerkorps      | 9. Armee | Heeresgruppe Mitte | Rzjev        | 18 januari 1942 | 29 januari 1942 |
|                    |          |                    |              |                 |                 |
| direct onder bevel | 9. Armee | Heeresgruppe Mitte | Rzjev        | 10 maart 1942   | 9 mei 1942      |